# Maladroit
Maladroit ist das vierte Studioalbum der US-amerikanischen Alternative-Rock-Band Weezer, das im Mai 2002 erschien. 

## Entstehung und Veröffentlichung
Die Erstveröffentlichung von Maladroit erfolgte am 14. Mai 2002 bei Geffen Records. Das Album erschien in seiner Originalausführung als CD mir 13 Titeln (Katalognummer: 069 493241-1). Am gleichen Tag erschien eine Deluxeversion mit dem Bonustitel Island in the Sun und Videoclips (Katalognummer: 069 493241-2). Am 28. Oktober 2016 erschien das Album erstmals als LP-Ausführung (Katalognummer: 060254794543).
Geschrieben wurden alle Lieder alleine von Weezer-Frontmann Rivers Cuomo. Für die Produktion zeichneten alle Weezer-Mitglieder verantwortlich. Es ist das erste Album mit Scott Shriner, der Mikey Welsh am Bass ersetzte.
Für ihr viertes Album haben sich Weezer ein besonderes Konzept erarbeitet. Auf ihrer Website veröffentlichten sie Demoaufnahmen verschiedener Lieder im MP3-Format. So wurden dutzende Versionen von über 30 Liedern im Internet veröffentlicht, bevor überhaupt das Album im Handel war. Dadurch wurden die Fans der Band aktiv in die Gestaltung der Titelliste und somit des gesamten Albums eingebunden. Beispielsweise wurde das Lied Slob erst auf Anraten der Fans auf dem Album veröffentlicht.

## Titelliste
1. American Gigolo – 2:42
2. Dope Nose – 2:17
3. Keep Fishin'  – 2:52
4. Take Control – 3:05
5. Death and Destruction – 2:38
6. Slob – 3:09
7. Burndt Jamb – 2:39
8. Space Rock – 1:53
9. Slave – 2:53
10. Fall Together – 2:02
11. Possibilities – 2:00
12. Love Explosion – 2:35
13. December – 2:59

Bonustitel
- Island in the Sun – 3:20

## Kommerzieller Erfolg

### Chartplatzierungen
Das Album avancierte zum Top-10-Erfolg in den Vereinigten Staaten (Rang 3) und in Norwegen (Rang 4).
| ChartsChartplatzierungen       | Höchstplatzierung | Wochen |
| ------------------------------ | ----------------- | ------ |
| Deutschland (GfK)              | 29 (5 Wo.)        | 5      |
| Österreich (Ö3)                | 22 (4 Wo.)        | 4      |
| Schweiz (IFPI)                 | 44 (5 Wo.)        | 5      |
| Vereinigte Staaten (Billboard) | 3 (19 Wo.)        | 19     |
| Vereinigtes Königreich (OCC)   | 16 (3 Wo.)        | 3      |

| ChartsJahrescharts (2002)      | Platzierung |
| ------------------------------ | ----------- |
| Vereinigte Staaten (Billboard) | 167         |

### Auszeichnungen für Musikverkäufe
Maladroit verkaufte sich laut Quellen weltweit mehr als 900.000 Mal.
| Land/Region                  | Auszeichnungen für Musikverkäufe (Land/Region, Auszeichnung, Verkäufe) | Verkäufe |
| ---------------------------- | ---------------------------------------------------------------------- | -------- |
| Vereinigte Staaten (RIAA)    | Gold                                                                   | 500.000  |
| Vereinigtes Königreich (BPI) | Silber                                                                 | 200.000  |
| Insgesamt                    | 1× Silber · 1× Gold ·                                                  | 700.000  |